# The Valley of the Pagans
«The Valley of the Pagans» és una cançó de la banda virtual de rock alternatiu Gorillaz amb la col·laboració del cantant estatunidenc Beck. Es va publicar el 5 de novembre de 2020 com a novè i darrer senzill de l'àlbum Song Machine, Season One: Strange Timez, dins del projecte audiovisual Song Machine.
El tema fou enregistrat per Damon Albarn al seu propi estudi de Devon durant la pandèmia de COVID-19. El videoclip fou dirigit per Jamie Hewlett, Tim McCourt i Max Taylor, on els personatges de la banda virtual són transportats al videojoc Grand Theft Auto V i acaben al punt Nemo, on es troba Plastic Beach. També hi apareix Beck en un telèfon intel·ligent. Aquesta versió del videoclip va ser despenjada del canal de YouTube pocs dies després de la seva estrena, i la banda va haver d'editar una nova versió del videoclip sense imatges del videojoc.

## Llista de cançons
| Núm.          | Títol                                 | Durada |
| ------------- | ------------------------------------- | ------ |
| 1.            | «The Valley of the Pagans» (amb Beck) | 3:01   |
| 2.            | «Machine Bitez #17»                   | 0:36   |
| 3.            | «Machine Bitez #18»                   | 0:36   |
| Durada total: | Durada total:                         | 4:13   |

## Crèdits
Gorillaz
- Damon Albarn – cantant, instrumentació, director, teclats, baix, guitarra, programació bateria
- Jamie Hewlett – artwork, disseny de personatges, direcció vídeo
- Remi Kabaka Jr. – programació bateria

Músics addicionals i tècnics
- Beck – cantant
- Rudy Albarn – bateria, percussió
- John Davis – enginyeria masterització
- Samuel Egglenton – enginyeria
- David Greenbaum – enginyeria
- Dylan Herman – enginyeria
- Stephen Sedgwick – enginyeria, enginyeria mescles